# 利達區
利達區（羅馬化：Lidskiy rayon）是白俄羅斯西北部格羅德諾州的一個區，行政中心为利达，面積1,566.74平方公里，2009年人口135,096，人口密度每平方公里86.12人。